# Lilltjärnen (Hammerdals socken, Jämtland, 706808-147217)
Lilltjärnen är en sjö i Strömsunds kommun i Jämtland och ingår i Indalsälvens huvudavrinningsområde.